# Franz Paul Enzinger
Franz Paul Enzinger (* 28. März 1945 in Neumarkt am Wallersee) ist ein österreichischer Lehrerbildner und Buchautor.

## Leben
Franz Paul Enzinger wurde als viertes von vier Kindern als Sohn eines Müllers 1945 in Neumarkt am Wallersee geboren. Nach dem Besuch der Volksschule in Sighartstein, der Hauptschule in Straßwalchen und der Lehrerbildungsanstalt Salzburg wurde Enzinger 1964 ein Volksschullehrer. 1971 legte er die Lehramtsprüfung für Polytechnische Schulen, 1972 die Hauptschulen (Deutsch, Geographie und Wirtschaftskunde, Werkerziehung, Sozialkunde und Zeitgeschichte) ab.
Enzinger wurde Lehrer an der Volksschule Irrsdorf, 1965 an der Volksschule Neumarkt a.W., 1969 an der Hauptschule Neumarkt. Seit 1974 war Enzinger Lehrbeauftragter und Lehrgangsleiter am Pädagogischen Institut des Bundes in Salzburg, seit 1977 Lehrer für Grundschuldidaktik, Schulpraxis, fachwissenschaftliche und fachdidaktische Studienfächer an der Pädagogischen Akademie des Bundes in Salzburg. 1994 wurde er Abteilungsleiter der Pädagogischen Akademie für die Leitung der Übungshauptschule und die Schulpraktischen Studien für das Lehramt an Hauptschulen. Er leitete den Aufbaulehrgang „Vorbereitung auf die Lehramtsprüfung für Polytechnische Schulen“ und den Akademielehrgang "Museumspädagogik" (seit 2001). 
Enzinger engagierte sich bei den Pfadfindern (1959–1965) und arbeitete im SOS-Kinderdorf Seekirchen am Wallersee (1964–1967). Er war 18 Jahre lang Vorstandsmitglied bzw. Obmann des Pfarrgemeinderates Neumarkt am Wallersee. 1967–1973 leitete er das Salzburger Bildungswerk in Neumarkt a.W. Zwölf Mal hatte er die Gesamtleitung des "Flachgauer Advents" über. 1970–1977 war er Bezirksreferent des Buchklubs der Jugend. 1986–1996 war Enzinger Direktor des Salzburger Lehrerhauses und Obmann des Lehrerhaus-Blasorchesters. Seit 1998 ist er Mitglied der Österreichischen UNESCO-Kommission, seit 1999 Obmann des Museumsvereins Neumarkt a. W., seit 2002 Bundesobmann-Stellvertreter der Christlichen Lehrerschaft Österreichs.

## Publikationen
- neun approbierte Schulbücher
  - "Lesen und Schreiben mit Uli"
  - "Gutes Deutsch mit Uli"
  - "Unser Lesebuch 2"
  - "Unser Lesebuch 3"
  - "Einblicke"
  - "Erde – Mensch – Wirtschaft", vier Bände
- 18 Folienlehrgänge für die Overheadprojektion
  - "Lebensräume und Wirtschaftsformen", vier Bände
  - "Wörterwicht und Vokaline"
  - "Wörterwicht auf Reisen"
  - "E wie Ente"
  - "Europa thematisch"
  - "Wirtschaftskunde Österreich"
  - "Start in den Beruf"
  - "Österreich heute"
  - "Rechtschreib-Bildgeschichten"
  - "Rechtschreib-Abenteuer"
- "Kohr for Kids. Eine Reise zum menschlichen Maß", Tauriska 2009/2011 ISBN 390125739X
- "Der Flachgau, Salzburgs lieblicher Vorgarten" (vier Auflagen, Verlag Pustet, Salzburg)
- "Neue Grammatik im Deutschunterricht"
- "Sprachlehre nach der kommunikativen Wende"
- "Neumarkt am Wallersee – die junge Stadt im Flachgau. Festschrift zur Stadterhebung – Geschichtliche Grundlagen und Hintergründe"
- "Kultur und Gesellschaft" (12 Folgen)
- "Neumarkter Pfarrnachrichten" (60 Ausgaben)
- drei Kirchenführer
- "Streifzug durch Neumarkts Pfarrgeschichte"
- "Neumarkt am Wallersee – soziologische Situation"
- "Neumarkt am Wallersee in sechs Jahrhunderten"
- Zahlreiche didaktische Erörterungen und Handreichungen sowie Fachartikel in Zeitschriften.

## Auszeichnungen
- 1978 Berufstitel Professor
- 1993 Goldenes Ehrenzeichen der Christlichen Lehrerschaft Österreichs
- 1996 Dankesmedaille in Silber des Salzburger Blasmusikverbandes
- 1998 Ehrenzeichen in Gold des Verdienstordens der Heiligen Rupert und Virgil der Erzdiözese Salzburg
- 2001 Oberstudienrat
- 2014 Ehrenring der Stadtgemeinde Neumarkt am Wallersee
- 2017 Großes Verdienstzeichen des Landes Salzburg

| Personendaten    | Personendaten                                |
| ---------------- | -------------------------------------------- |
| NAME             | Enzinger, Franz Paul                         |
| KURZBESCHREIBUNG | österreichischer Lehrerbildner und Buchautor |
| GEBURTSDATUM     | 28. März 1945                                |
| GEBURTSORT       | Neumarkt am Wallersee                        |